# Émile Laurent (historien)
Pour les articles homonymes, voir Émile Laurent.
Émile Laurent, né le 21 juin 1819 à Colombey-les-Belles et mort le 27 janvier 1897, est un bibliothécaire, romancier, essayiste et historien français.

## Biographie
Bibliothécaire de la Chambre des députés, Laurent a écrit des romans et des essais sous le pseudonyme d’« Émile Colombey ». Il a également écrit sous le nom de « Georges d’Harmonville ».

## Publications

### Histoire
- Ruelles, salons et cabarets : histoire anecdotique de la littérature française, t. 1, Paris, Adolphe Delahays, 1858, v-294, 378, 2 vol. ; in-8 (lire en ligne sur Gallica) ; tome 2 sur Gallica.
- Causes gaies : avec préface et postface, Paris, Hetzel, [s.d.], 357 p., in-18 (lire en ligne sur Gallica).
- Histoire anecdotique du duel dans tous les temps et dans tous les pays, Paris, Michel Lévy frères, [s.d.], 342 p., in-16 (lire en ligne sur Gallica).
- Le Comte de Chabannes, Nancy, Hinzelin, 1847, 11 p.-4 f. de pl. : ill. ; in-8°.
- Ninon de Lenclos et sa cour, Paris, Adolphe Delahays, 1858, 340 p., 1 vol. ; in-12 (lire en ligne sur Gallica).
- Le Monde des voleurs : leur esprit et leur langue, Paris, Édouard Dentu, 1862.
- L’Esprit au théâtre, Paris, Louis Hachette, 1860, 342 p., 1 vol. ; in-18 (lire en ligne sur Gallica).
- Les Originaux de la dernière heure, Paris, Jung-Treuttel, 1862, 351 p., 1 vol. ; in-18 (lire en ligne sur Gallica).

### Éditions scientifiques
- Charles Coypeau d’Assoucy, Aventures burlesques de Dassoucy, 1838.
- 1856
- Paul Pellisson-Fontanier, La Journée des madrigaux ; Suivie de La gazette de Tendre (avec la carte de Tendre) ; Et du Carnaval des Prétieuses, introductions et notes par Émile Colombey, 1856.
- Les Œuvres de Tabarin, avec les Adventures du capitaine Rodomont, la Farce des bossus, et autres pièces tabariniques, préface et notes par Georges d’Harmonville, Paris, Adolphe Delahays, 1858.
- Charles Sorel, La Vraie Histoire comique de Francion, composée par Charles Sorel, sieur de Souvigny ; nouv. éd., avec avant-propos et note par Émile Colombey, Paris, Adolphe Delahays, 1858.
- Lettres à Babet, notice de M. Émile Colombey, Quantin, 1886.
- Edme Boursault, Le Reporter d'un évêque : lettres de Boursault à Mgr de Langres, publ. et annotées par Émile Colombey, Paris, Librairies-imprimeries réunies, 1891.